# Щеглов, Алексей Васильевич
Алексей Васильевич  Щеглов (16 марта 1905, Варшава, Российская империя — 2 мая 1996, СССР) — советский философ, доктор философских наук (1970), профессор, автор статей в «Большой советской энциклопедии» и член её главной редакции.

## Биография
Окончил  социально-экономическое отделение Ростовского университета и заочное отделение Института красной профессуры. Уже в возрасте 25 лет стал заведущим кафедрой марксизма-ленинизма и доцентом в Грозненском нефтяном институте. В 1930-х годах при содействии Константинова публиковал статьи в «Правде». По приглашению М. Б. Митина стал учёным секретарем (1937-1938), а затем заместителем директора Института философии АН СССР (1938-1939).
В 1941 году репрессирован и отправлен в лагерь. После длительного пребывания в лагерях на Северном Урале и реабилитации работал заведующим кафедрой философии в Пермском университете. В 1964 году переехал в Кишинёв, где заведовал кафедрой философии в Молдавском университете.

## Научные труды
Один из авторов и редактор «Краткого очерка истории философии» (1940), где авторами глав были известные советские философы.
- Борьба Ленина против богдановской ревизии марксизма / А. В. Щеглов; Акад. наук СССР. Ин-т философии. — Москва : Соцэкгиз, 1937 (16 тип. треста «Полиграфкнига»). — Переплет, 225, [2] с.; 21х13 см.
- Краткий очерк истории философии / Под ред. проф. А. В. Щеглова; Акад. наук СССР Ин-т философии. — М.: Соцэкгиз, 1940. — 240 с. 
 Отдельные главы «Краткого очерка истории философии», составленного коллективом авторов Института философии АН СССР, написаны:
Античная философия — В. Светловым.
Средневековая философия — О. Трахтенбергом.
Философия эпохи возрождения — О. Трахтенбергом.
Борьба материализма и идеализма в XVII—XVIII вв. — В. Познером.
Немецкий классический идеализм — Б. Сливкером.
Буржуазная философия второй половины XIX и XX вв. — В. Брушлинским.
История философии в России XVIII в. и первой половины XIX в. — И. Лупполом.
Чернышевский, Добролюбов, Писарев — М. Григорьяном.
Плеханов — С. Батищевым.
Введение, Разложение гегельянства и Фейербах, Развитие философских взглядов Маркса и Энгельса, Русская философия в период гегемонии пролетариата в революционном движении. Развитие Лениным и Сталиным философии марксизма — А. Щегловым.
Библиография составлена А. Примаковским

Содержание
```
I. Античная философия
II. Средневековая философия
III. Философия эпохи возрождения
IV. Борьба материализма и идеализма в XVII–XVIII вв.
V. Немецкий классический идеализм
VI. Разложение гегельянства и Фейербах
VII. Развитие философских взглядов Маркса и Энгельса
VIII. Буржуазная философия второй половины XIX и XX вв.
IX. История философии в России
X. Развитие Лениным и Сталиным философии марксизма
Краткая библиография
```